# Dominic Toretto
Dominic « Dom » Toretto est un personnage de la saga Fast and Furious. Il est interprété par Vin Diesel.

## Biographie

### Fast and Furious
La nuit tombée, Dominic Toretto règne sur les rues de Los Angeles à la tête d'une équipe de fidèles qui partagent son goût du risque, sa passion de la vitesse et son culte des voitures de sport lancées à plus de 250 km/h dans des rodéos urbains d'une rare violence. Ses journées sont consacrées à bricoler et à relooker des modèles haut de gamme, à les rendre toujours plus performants et plus voyants, à organiser des joutes illicites où de nombreux candidats s'affrontent sans merci sous le regard énamouré de leurs fans.
Avec son équipe, il fait également des braquages de camion dont il vole la marchandise.

### Fast and Furious: Tokyo Drift
Il fait une courte apparition à la fin du film, il affronte Sean Boswell (Lucas Black) au volant d'une Plymouth Road Runner 1970. Il remporte la course.

### Fast and Furious 4
Après avoir pris la fuite il y a 5 ans de Los Angeles, Dominic et Letty poursuivent leurs activités d'attaques de camions en République Dominicaine. Après avoir fini leur dernier coup, Dom est contraint de fuir pour que Letty ne soit pas inquiétée par la police. Toutefois, quelques jours plus tard, Dom reçoit un coup de téléphone de Mia qui lui apprend la mort de Letty. De retour à Los Angeles, il enquête avec l'aide de Brian O'Conner (devenu agent fédéral) sur un certain Braga, qui enrôle Dom et Brian pour passer de la drogue depuis le Mexique. Ils réussissent à stopper Braga. À la suite de cela, Dom passe au tribunal pour se faire juger. Il écope d'une peine de prison à perpétuité assortie d'une période de sûreté de 25 ans.
Alors que Dom est transféré vers la prison, Brian et Mia prennent en chasse le bus de prisonniers pour le faire s'évader.

### Fast and Furious 5
Depuis que Brian et Mia Toretto ont extirpé Dom des mains de la justice, ils ont dû franchir de nombreuses frontières pour échapper aux autorités. Retirés à Rio, ils sont contraints de monter un dernier coup pour retrouver leur liberté. Tous les trois appellent d'anciennes connaissances afin d'organiser un plan visant à dévaliser la fortune d'Hernan Reyes, le baron de la drogue de Rio. Ils seront pourchassés par Luke Hobbs, leader des forces d'intervention de la sécurité diplomatique.

### Fast and Furious 6
Luke Hobbs fait appel à Dominic Toretto pour l'aider à arrêter une bande de pros du volant agissant en Europe et qui tentent de réunir tout le nécessaire pour une bombe surpuissante. Dominic accepte car parmi cette bande se trouve Letty, son plus grand amour, qui a perdu toute mémoire à la suite de l'accident dans le quatrième film. Il réunit alors l'équipe du cinquième film pour partir en Europe, en échange de leur aide, Luke Hobbs leur offre l'immunité afin qu'ils puissent continuer à vivre aux États-Unis en toute légalité.

### Fast and Furious 7
Après avoir vaincu Owen Shaw (Luke Evans) et sa bande et avoir obtenu l’amnistie, Dominic Toretto (Vin Diesel), Brian O’Conner (Paul Walker) et leurs amis sont de retour aux États-Unis pour mener à nouveau une vie tranquille. Brian commence à s’habituer à sa vie de père tandis que Dom tente d’aider Letty (Michelle Rodriguez) à recouvrer la mémoire en la ramenant aux Race Wars ; cependant, après une altercation avec Hector (Noel Gugliemi), un vieil ami à eux et organisateur du tournoi, elle s’en va. Plus tard, Dom la retrouve au cimetière devant sa propre tombe, persuadée qu’elle ne recouvrera jamais la mémoire. Alors que Dom se prépare à la détruire, Letty l’arrête, insistant sur le fait que la Letty qu’il a connu est morte le jour où elle a perdu la mémoire, et donc que c’est une nouvelle Letty qu’il a en face de lui. Dom est contraint de laisser tomber tandis que Letty disparaît en voiture abandonnant Dom. Pendant ce temps, le frère aîné de Owen, Deckard Shaw (Jason Statham), s’introduit par effraction dans l’hôpital sécurisé où Owen se trouve dans le coma et se jure de le venger de Dom.
Shaw s’introduit ensuite par effraction dans le bureau de Hobbs (Dwayne Johnson) au Département de la Sécurité Diplomatique. Alors qu’il est pris sur le fait par Hobbs en train de télécharger les profils de l’équipe de Dom, Shaw dévoile son identité et se jette sur Hobbs. Durant la bagarre, il parvient à s’enfuir en lançant une bombe sur Hobbs et sa partenaire, Elena Neves (Elsa Pataky), les projetant du haut de l’immeuble sur le toit d’une voiture. Grièvement blessé, Hobbs est transféré d’urgence à l’hôpital par Elena qui est sortie indemne de la chute. Dans le même temps, Dom apprend que sa sœur Mia (Jordana Brewster) est de nouveau enceinte, et la convainc d’en parler à Brian malgré ses réticences. Cependant, une bombe, cachée dans un colis en provenance de Tokyo, explose et détruit la maison de Toretto quelques secondes après que Han (Sung Kang), un des membres de son équipe, est assassiné par Shaw à Tokyo. Plus tard, Dom rend visite à Hobbs à l’hôpital où il apprend que Shaw est un ex-assassin des forces spéciales cherchant à venger son frère. Dom part alors à Tokyo pour ramener le corps de Han. Il rencontre là-bas Sean Boswell (Lucas Black), un ami de Han. Il lui rend quelques affaires personnelles trouvées sur le lieu de l’accident dont parmi elles se trouve la croix en argent qui lie Dom à Letty.
Aux funérailles de Han à Los Angeles, tous les membres de l’équipe, dont Roman Pearce (Tyrese Gibson) et Tej Parker (Chris Bridges), sont présents. Roman fait le vœu de ne plus vouloir assister à aucun autre enterrement, mais Brian lui fait remarquer qu’il en reste toujours un et d’importance, celui de Shaw. Soudain, Dom remarque une voiture qui les observe, il sait que c’est Shaw et part à sa poursuite. Un jeu de poker-menteur s’engage alors entre les deux hommes à bord de leurs bolides. Tandis qu’ils se préparent à se battre, Shaw s’éclipse au moment où arrive sur les lieux une équipe des services secrets menée par Frank Petty (Kurt Russell). Petty informe Dom qu’il va l’aider à arrêter Shaw à condition qu’il l’aide à stopper un mercenaire du nom de Jakande (Djimon Hounsou), récupérer l’œil de Dieu – un programme informatique qui utilise tous les terminaux numériques pour traquer une personne en particulier – et libérer son créateur, un hacker appelé Megan Ramsey (Nathalie Emmanuel), des mains des hommes de Jakande. Dom fait appel à Brian, Letty, Roman et Tej pour l’aider. Brian promet alors à Mia qu’après la mort de Shaw, il se dévouera entièrement à son fils. Pour sauver Ramsey, l’équipe se jette depuis un avion au-dessus des montagnes du Caucase avec leurs voitures, prend en embuscade le convoi de Jakande et libère Ramsey. Ils se rendent ensuite à Abu Dhabi où un milliardaire a acheté la voiture dans laquelle était cachée la clé USB contenant l’œil de Dieu. L’équipe entre alors par effraction dans son appartement situé dans un étage élevé des Etihad Towers et parvient à voler la clé USB. Mais Shaw les retrouve et se bat contre Dom. Tout le monde arrive néanmoins de justesse à s’en sortir vivant.
Grâce à l’œil de Dieu, l’équipe de Dom parvient à retrouver Shaw qui se cache dans une usine éloignée. Dom, Brian, Petty et son unité sont sur le point de le capturer quand ils sont pris en embuscade par Jakande et sa milice qui ont fait alliance avec Shaw. S’ensuit un combat : les hommes de Petty sont tués, Petty lui-même est blessé alors qu’il prend la fuite avec Dom et Brian ; Jakande récupère l’œil de Dieu parmi les hommes de Petty. Sur le chemin du retour, Petty alerte Dom et Brian de l’intention de Jakande d’utiliser l’œil de Dieu pour traquer Ramsey. Puis, ils arrêtent la voiture, laissant Petty sur le bord de la route où un hélicoptère s’apprête à l’évacuer. Sans autre choix, l’équipe décide alors de rentrer à Los Angeles pour affronter Shaw, Jakande et ses hommes sur leur propre terrain. Dom envisage de s’occuper de Shaw tandis que Brian et le reste de la bande se préparent à suivre Jakande et reprendre le contrôle de l’œil de Dieu. Au même moment, Mia révèle à Brian qu’elle est enceinte d’un deuxième enfant, une fille.
Alors que Jakande poursuit Brian et le reste de la bande à bord d’un hélicoptère furtif et d’un drone, se servant de l’œil de Dieu pour traquer Ramsey, l’équipe utilise de son côté Ramsey pour pirater le programme. Hobbs, voyant à la télévision l’équipe en difficulté, sort de l’hôpital et détruit le drone en l’éperonnant avec une ambulance. Après que Brian a réussi à rerouter manuellement le signal du programme, Ramsey termine avec succès le piratage, reprend le contrôle de l’œil de Dieu et parvient à le mettre hors service. Dans le même temps, Dom et Shaw s’engagent dans une bagarre dans un parking avant que Jakande n’intervienne et ne les attaque tous les deux. Shaw est arrêté après qu’une partie du parking s’est effondrée sur lui. Dom décide ensuite de s’occuper de Jakande en envoyant son véhicule sur l’hélicoptère. Si Dom loupe de peu la cible, il réussit quand même à accrocher un sac rempli de grenades sur l’hélicoptère avant de se crasher avec sa voiture. Hobbs tire ensuite sur le sac de grenades, détruisant ainsi l’hélicoptère et tuant Jakande. Voyant Dom inconscient, l’équipe craint qu’il soit mort. Alors que Letty prend Dom dans ses bras, elle lui révèle qu’elle a recouvré la mémoire. Elle se rappelle même de la cérémonie de leur mariage à Saint-Domingue, à l’insu du reste de la bande. Dom reprend conscience juste après et lance un « Il était temps ».
Plus tard, Shaw est emmené en secret par Hobbs dans une prison haute sécurité de la CIA. Pendant ce temps, sur la plage, Brian et Mia jouent avec leur fils tandis que Dom, Letty, Roman et Tej les observent, appréciant leur bonheur et prenant conscience que Brian est mieux ainsi, avec sa famille. Dom part en silence, Brian le rattrape a un stop. Dom se remémore les moments qu’il a eus avec Brian, ils se disent adieu et partent chacun de leur côté, la chanson See you again en fond.

### Fast and Furious 8
Dom est en lune de miel avec Letty à La Havane, Cuba, où la voiture de sa cousine est remorquée par un résident cubain, et Dom le défie dans une course pour sauver la voiture. Dom fait la course avec la voiture de sa cousine contre le résident et utilise un truc fait par Brian pour gagner la course. Dom et Letty discutent de leur mariage et Dom croit d'abord que Letty est enceinte. Alors que Dom est allé chercher un café, il est contraint d'aider une mystérieuse femme dont la voiture est en panne. Il s'avère que c'est une ruse, car la femme est en fait une cyberterroriste connue sous le nom de Cipher qui en a après Dom. Elle révèle qu'elle retient Elena en otage et le contraint à travailler pour elle.
Dom est appelé par Hobbs qui a besoin de son aide pour récupérer un EMP volé à un groupe de séparatistes allemands. Après avoir récupéré l'EMP avec Tej, Roman et Ramsey, Dom utilise son Dodge Challenger SRT Demon et percute Hobbs, volant l'EMP pour Cipher et laissant Hobbs être arrêté. Dom livre l'EMP à Cipher qui l'utilise ensuite pour s'introduire dans la base d'opérations de M. Personne où ils volent la puce de l'œil de Dieu pour son usage. Cipher force Dom à l'embrasser pour rendre Letty vulnérable. De retour dans l'avion, Dom demande si le baiser était nécessaire et menace Cipher de se retourner contre elle. Cipher l'emmène dans la chambre d'Elena où il apprend qu'il a un fils qui est également retenu en otage, le forçant à continuer à travailler pour Cipher.
Dom et Cipher se rendent ensuite à New York où ils interceptent le cortège du ministre russe de la Défense et lui volent les codes de lancement nucléaire. Alors que Dom s'échappe, il est coincé par son équipe, ainsi que par Shaw, qui tente de l'arrêter. Dom s'enfuit, ce qui donne lieu à une course-poursuite entre eux à New York, au cours de laquelle leurs voitures sont détruites. Dom tente de fuir et semble tuer Deckard. Letty lui prend les codes nucléaires et il la poursuit dans une ruelle où il tire un coup de feu en l'air. Letty lui dit qu'il l'aime et qu'il ne la tuera pas. Lorsqu'elle tente de s'enfuir, Connor Rhodes menace de la tuer, mais Dom lui tient une arme à la main. Letty leur donne les codes et Dom et Rhodes partent. Plus tard, Cipher ordonne à Rhodes de tuer Elena devant Dom impuissant, le punissant d'avoir épargné Letty.
Dom et Cipher se rendent en Russie où ils interceptent une base militaire et prennent le contrôle d'un sous-marin nucléaire. Alors que l'équipe de Dom tente de déjouer l'attaque, Dom observe depuis un point d'observation et après que Shaw, qui est en fait vivant grâce à un plan mis au point par Dom, a sauvé son fils, il se retourne contre Cipher et tue Rhodes vengeant ainsi Elena. Dom rejoint alors son équipe, et lorsque Cipher envoie un missile à tête chercheuse  après lui, il l'utilise pour détruire le sous-marin. Au même moment, Shaw finit de liquider l'équipage de l'avion de Cipher avant que cette dernière ne se sauve après un face à face avec Deckard. Dom et son équipe retournent à New York où ils partagent un barbecue ensemble, et Dom appelle son fils Brian.

### Fast and Furious 9
Dom, Letty et le petit Brian partent en Thaïlande où ils s'isolent sur des terres agricoles. Un jour, alors qu'ils travaillent à la réparation d'un tracteur, une voiture inconnue arrive et Dom et Letty se préparent à se défendre avant qu'il ne soit révélé que les occupants sont Tej, Roman et Ramsey qui leur donnent des nouvelles d'un message SOS d'urgence envoyé par M. Personne qui avait récemment capturé Cipher, mais son avion a été attaqué par des agents véreux qui ont extrait Cipher. Ils informent Dom et Letty qu'ils prévoient d'enquêter sur le site du crash à Montequinto car M. Personne y a laissé quelque chose qu'ils doivent trouver, et que M. Personne lui-même a disparu. Letty accepte de se joindre à eux mais Dom refuse en disant qu'ils ne sont plus de garde et que maintenant qu'il est père, il doit se concentrer sur leur fils. Ce soir-là, Letty dit à Dom qu'elle ira avec ou sans lui et part rejoindre les autres. Dom revoit le message SOS et découvre que l'un des agents rebelles était son frère, Jakob. Le lendemain matin, alors qu'ils se préparent à embarquer dans l'avion, Dom arrive dans sa Charger pour les accompagner et trouver des informations sur l'endroit où se trouve Jakob.
L'équipe atterrit à Montequinto et enquête sur l'épave de l'avion, ils trouvent la moitié d'un dispositif appelé Projet Aries et sont ensuite rencontrés par des militaires qui gardent la zone. L'équipe s'échappe en voiture, Dom conduisant une Dodge Charger Hellcat 2020, et Dom prend la décision risquée de conduire à travers un champ de mines. Après que Letty ait été renversée de sa moto, le dispositif en tombe et est attrapé par Jakob qui les surveillait depuis un point d'observation. Letty monte dans la voiture de Dom et ils le poursuivent, mais il réussit à leur échapper en tombant d'une falaise et en étant happé par un avion avec un aimant en dessous. Afin d'éviter les militaires, Dom balance sa voiture à l'aide des restes d'un vieux pont de corde et parvient à franchir la frontière de la région gardée, forçant les militaires à annuler l'attaque. Dom annonce la nouvelle à un vieil associé, Michael Stasiak, et lui demande son aide pour leur dernier plan.
Stasiak leur donne l'emplacement d'un bunker dans la mer Caspienne qui appartenait à M. Personne et qu'ils pourraient utiliser. Après s'être rassemblés, Mia arrive et est d'abord déçue que Dom ne lui ait rien dit, puis elle révèle que leurs enfants seront bien avec Brian et se joint à eux. Ils découvrent que Han est vivant et Dom demande à l'équipe de se séparer, Mia et Letty allant à Tokyo et Tej et Roman allant en Allemagne.
Le premier arrêt de Dom est Los Angeles où il rencontre Buddy pour la première fois depuis des années afin de trouver des informations sur l'emplacement de Jakob, Buddy ayant recueilli Jakob après que Dom l'ait exilé. Buddy lui révèle que Jakob est à Londres, il s'y rend donc et rencontre une autre ancienne associée, Queenie Shaw. Ils volent une supercar à l'extérieur d'une bijouterie sur New Bond Street et elle le dépose à Hatfield House où une fête est organisée par Jakob et son partenaire Otto. Queenie le met en garde contre le danger de poursuivre Jakob avant de le quitter. Dom rencontre Otto qui le met en garde contre le pouvoir de sa famille, puis il entre dans la maison où il se retrouve pour la première fois face à face avec Jakob. Jakob donne à Dom une chance de s'échapper et révèle ensuite que la fête est un coup monté et qu'en entrant dans la maison, Dom est entré dans une ambassade et a commis un crime. Dom est capturé par des agents d'Interpol, qui se révèlent être une équipe dirigée par Leysa, une ancienne amie de Dom en République dominicaine. Elle donne à Dom un pistolet contenant les données biométriques de Jakob afin qu'il puisse le suivre à la trace, puis le libère.
Dom suit Jakob jusqu'à Édimbourg où il le suit alors que Jakob zigzague d'immeuble en immeuble après avoir volé la seconde moitié du Projet Aries. Dom poursuit Jakob sur les toits et le plaque contre un immeuble où ils se battent. Le combat se poursuit dans la rue où Jakob échappe à Dom en sautant sur le toit d'un bus, mais Dom le rattrape et le renverse au sol. Avec l'aide de Ramsey, ils appréhendent Jakob et le retiennent en otage dans leur bunker. Han revient avec Letty et Mia et leur raconte son histoire de survie avant que le bunker ne soit infiltré par les hommes d'Otto qui libèrent Jakob. Après que Dom ait dit à Jakob qu'il ne mérite pas le nom de Toretto, Jakob se met en colère et explique la vérité derrière la mort de leur père. Il révèle que c'est leur père qui lui a demandé de trafiquer la voiture de course dans le cadre d'un plan qui a mal tourné. Leur père allait participer à la course, car il était très endetté et espérait faire croire à un accident pour toucher l'assurance et offrir une vie meilleure à ses enfants. Jakob n'a jamais dit la vérité car il avait promis à leur père de ne pas le faire.
Otto et Jakob partent avec Elle, une amie de Han qu'il protégeait et qui pourrait activer le projet Aries, et Tej et Ramsey font une diversion pour que l'équipe puisse s'échapper avant d'être éliminée par l'équipe d'Otto. Comme Dom est le dernier, il enferme l'équipe à l'extérieur du bunker et combat l'armée d'Otto pour qu'elle ne puisse pas s'en prendre à sa famille. Dom détruit le pont à chaînes menant au bunker avant que les hommes d'Otto ne puissent s'emparer de Letty et il tombe du silo dans le sas maritime. Dom a un flash-back de son passé, se rappelant combien leur père était désespéré avant la course et réalise que Jakob disait la vérité. Dom imagine alors son propre fils qui lui demande quand il va rentrer à la maison. Letty plonge dans l'eau et sauve Dom de la noyade.
Sachant que tous les paris sont ouverts maintenant que Jakob et Otto ont tout ce dont ils ont besoin pour activer le projet Aries, Dom dit à l'équipe qu'ils doivent tout faire pour les arrêter, y compris aller dans l'espace pour détruire un satellite. Dom, dans sa Dodge Charger 1968, Letty, Han, Mia et Ramsey combattent Otto et Jakob dans les rues de Tbilissi. Han et Mia parviennent à libérer Elle tandis que Dom sauve Jakob de la mort après qu'Otto et Cipher se soient retournés contre lui. Jakob et Dom travaillent ensemble pour retourner le 18-roues d'Otto, appelé The Armadillo, et Dom et Ramsey montent à bord du camion pour annuler la liaison montante du Projet Aries. Cipher arrive à bord d'un jet et tente de tuer Dom une fois de plus, mais il est capable d'utiliser ses fusées contre elle en faisant ricocher l'Armadillo sur son jet, le détruisant ainsi que Otto, mais il s'avère que Cipher pilotait le jet à distance et elle s'échappe une fois de plus.
Jakob revient dans la Charger de Dom pour la lui rendre, mais Dom lui raconte comment Brian l'a aidé à s'enfuir en lui donnant les clés de sa Toyota Supra et Dom offre cette opportunité à Jakob, se rachetant ainsi auprès de son frère. L'équipe retourne à Los Angeles et Dom emmène le petit Brian sur le circuit de course pour lui parler de son grand-père. L'équipe se réunit au 1327, qui est en cours de reconstruction, et s'assoit autour d'un barbecue au moment où Brian O'Conner revient dans sa Nissan Skyline pour les rejoindre.

## 3 Jours max
- Franck Gastambide incarne Dominic « Dom » Toretto dans une courte scène faisant référence à Fast and Furious.

## Son équipe
| - Leticia "Letty" Ortiz-Toretto - Luke Hobbs - Deckard Shaw - Roman Pearce - Tej Parker - Ramsey - Han Lue - Mia Toretto | - Brian O'Conner - Elena Neves + - Vince + - Jesse + - Leon - Tego Leo - Rico Santos - Gisele Harabo - M. Personne - Jakob Toretto + |

## Ennemis
- Johnny Tran †
- Arturo Braga
- Fenix Rise †
- Hernan Reyes †
- Jakande †
- Cipher
- Connor Rhodes †
- Otto †
- Dante Reyes

## Voitures conduites
| Film                          | Voiture,                                          |
| ----------------------------- | ------------------------------------------------- |
| Fast and Furious              | Mitsubishi Eclipse 1995                           |
| Fast and Furious              | Mazda RX-7 1993                                   |
| Fast and Furious              | Honda Civic 1995                                  |
| Fast and Furious              | Dodge Charger R/T 1970                            |
| Fast and Furious              | Toyota Supra 1994                                 |
| Fast and Furious              | Chevrolet Chevelle 1970 (séquence post-générique) |
| Fast and Furious: Tokyo Drift |                                                   |
| Plymouth Road Runner 1970     |                                                   |
| Los Bandoleros                |                                                   |
| Pontiac Bonneville (en) 1966  |                                                   |
| Fast and Furious 4            | Buick GNX 1987                                    |
| Fast and Furious 4            | Chevrolet Chevelle 1970                           |
| Fast and Furious 4            | Subaru Impreza WRX STI 2009                       |
| Fast and Furious 4            | Dodge Charger R/T 1970                            |
| Fast and Furious 4            | Chevrolet Camaro F-Bomb 1973                      |
| Fast and Furious 5            | Dodge Charger R/T 1970                            |
| Fast and Furious 5            | Chevrolet Corvette Stingray Grand Sport 1963      |
| Fast and Furious 5            | Dodge Charger R/T de police 2011                  |
| Fast and Furious 5            | Dodge Charger SRT8 2010                           |
| Fast and Furious 5            | Dodge Challenger SRT8 2009                        |
| Fast and Furious 6            | Dodge Challenger SRT8 2009                        |
| Fast and Furious 6            | BMW E60 M5 2010                                   |
| Fast and Furious 6            | Dodge Charger Daytona 1969                        |
| Fast and Furious 6            | Dodge Charger SRT8 2013                           |
| Fast and Furious 7            |                                                   |
| Dodge Charger R/T 1970        |                                                   |
| Dodge Charger OffRoad 1970    |                                                   |
| Plymouth Barracuda 1970       |                                                   |
| Plymouth Roadrunner 1970      |                                                   |

## Œuvres dans lesquels le personnage apparaît

### Films
- 2001 : Fast and Furious (The Fast and the Furious) de Rob Cohen
- 2006 : Fast and Furious: Tokyo Drift (The Fast and the Furious: Tokyo Drift) de Justin Lin (caméo à la fin du film)
- 2009 : Los Bandoleros de Vin Diesel (court-métrage)
- 2009 : Fast and Furious 4 de Justin Lin
- 2011 : Fast and Furious 5 de Justin Lin
- 2013 : Fast and Furious 6 de Justin Lin
- 2015 : Fast and Furious 7 de James Wan
- 2017 : Fast and Furious 8 de F. Gary Gray
- 2019 : Fast and Furious : Les Espions dans la course de Eugene Lee
- 2021 : Fast and Furious 9 de Justin Lin
- 2023 : Fast and Furious 10 de Louis Leterrier